# Dobronadiivka, Oleksandria
Dobronadiivka (în ucraineană Добронадіївка) este localitatea de reședință a comunei Dobronadiivka din raionul Oleksandria, regiunea Kirovohrad, Ucraina.

## Demografie
Componența lingvistică a localității Dobronadiivka
     Ucraineană (94,42%)
     Rusă (4,49%)
     Alte limbi (0,48%)
Conform recensământului din 2001, majoritatea populației localității Dobronadiivka era vorbitoare de ucraineană (94,42%), existând în minoritate și vorbitori de rusă (4,49%).